# Prix Talents W9
Le prix Talents W9 est une récompense musicale française, organisée par la chaîne de télévision W9 et la société de production H.O.M.E. Décernée à partir 2013, elle s'appelait prix Talent Tout 9 lors de la première édition. Cette récompense concerne de jeunes talents de la scène musicale française.
Prix Talents W9 est aussi le titre de l'émission diffusée sur W9, au cours de laquelle les artistes finalistes se produisent et les récompenses sont attribuées.

## Description
Les artistes doivent d'abord soumettre un dossier de candidature. Parmi les candidatures validées, dix finalistes sont sélectionnés et se produisent lors de l'émission de télévision. Le jury est constitué de professionnels de la musique et des médias. Les artistes sont évalués de façon générale, notamment en fonction de la qualité de leur album, de leur prestation scénique et leur univers visuel.
Depuis  2015, le public décerne aussi un prix spécial, avec votes sur Internet.
Le lauréat et les finalistes bénéficient également d'une visibilité sur l'ensemble des médias du Groupe M6 et des différents médias partenaires, notamment avec la diffusion de publicités, de clips et de concerts du vainqueur.

## Prix Talents W9 par année

### 2013
- Prix du jury : Rover[2]
- Date et lieu de la finale : 18 avril 2013 à Paris[1]
- Président du jury : Cali[1]
- Autres finalistes : Alex Hepburn, Django Django, Hugh Coltman, L.E.C.K, Laurent Lamarca, Lescop, Lilly Wood and the Prick, Revolver, Sultan[1]
- Au total, plus de 130 candidatures reçues[1]

### 2014
- Prix du jury : Griefjoy[2]
- Date et lieu de la finale : 1er février 2014 au Théâtre de l'Athénée-Louis-Jouvet, à Paris[5]
- Président du jury : Vincent Delerm[5]
- Autres finalistes : Cascadeur, Les Casseurs Flowters, Cats on Trees, Elephanz, Féfé, Hollysiz, Saint-Michel, Skip the Use, The Shin Sekaï[5]
- Au total, 50 nommés avant la sélection des finalistes[5]

### 2015
- Prix du jury : Vianney[2]
- Prix spécial du public : Black M[2]
- Date et lieu de la finale : 27 janvier 2015 à La Cigale, à Paris[6]
- Président du jury : Julien Clerc[2]
- Membres du jury : Alex Beaupain, Marco Prince, Richard Kolinka, Skalpovich, Fred Musa, Jérôme Fouqueray, Isabelle Pratlong, Dephine Raisin, Emmanuel Marolle, Yann Thebault et Aymeric Pichevin[6]
- Autres finalistes : The Dø, Irma, Indila, Peter Peter, Christine and the Queens, Camélia Jordana, Brigitte, Adrien Gallo[2]
- Nommés mais non finalistes : Ycare, We Were Evergreen, We Are Me, Thomas Azier, Talisco, Singtank, Rivière noire, Oldelaf, Natas Loves You, Natalia Doco, Mina Tindle, Mayra Andrade, Louis Delort, Lacrim, Karen Brunon, Joke, Isaac Delusion, Gush, Gaël Faure, Fréro Delavega, FM Laeti, Flavia Coelho, Charles Pasi, Cécile Corbel, Breton, Bensé, Ben Mazué, Auden, As Animals, Archimède[7]
- Présentation de la cérémonie : Karima Charni[2]

### 2016
- Prix du jury : Jain[4]
- Prix spécial du public : Louane[4]
- Date et lieu de la finale : 2 février 2016 au Théâtre des Variétés, à Paris[8]
- Président du jury : Thomas Dutronc[4]
- Membres du jury : La Grande Sophie, Victoria Bedos, Éric Bureau, Jérôme Fouqueray, Isabelle Pratlong, Dephine Raisin et Eric Newton[8]
- Autres finalistes : Bigflo & Oli, Feu! Chatterton, Fréro Delavega, Hyphen Hyphen, Marina Kaye, Nach, Jeanne Added, Hindi Zahra[4]
- Nommés mais non finalistes : Kendji Girac, Jehro, Inna Modja, Gradur, Corson, Boulevard des airs, Blacko, VKNG, Rone, Lou Doillon, Jabberwocky, Georgio, Baden Baden, Soom T, Les Casseurs Flowters, Synapson, The Avener, Soko, Raphaële Lannadère, Nekfeu[9]

### 2017
- Prix du jury : Kungs[10]
- Prix spécial du public : Amir[10]
- Président du jury : Benjamin Biolay[10]
- Autres finalistes : Broken Back, Claudio Capéo, Cocoon, Imany, La Femme, MHD, Mome et Paradis[10]